# Élections sénatoriales de 1989 en Haute-Garonne
Les élections sénatoriales en Haute-Garonne ont lieu le dimanche 24 septembre 1989. 
Elles ont pour but d'élire les sénateurs représentant le département au Sénat pour un mandat de neuf ans.

## Contexte départemental
Lors des élections sénatoriales du 28 septembre 1980 en Haute-Garonne, quatre sénateurs PS sont élus, André Méric entré au gouvernement le 28 juin 1988 et remplacé par Eugène Boyer, Léon Eeckhoutte, Jean Peyrafitte et Gérard Roujas.
Depuis, tous les effectifs du collège électoral des grands électeurs sont renouvelés, avec les élections législatives de 1988 dans la Haute-Garonne, les élections régionales françaises de 1986, les élections cantonales de 1985 et 1988 et les élections municipales françaises de 1989.

## Rappel des résultats de 1980
| Candidat et parti politique | Candidat et parti politique | Candidat et parti politique | Premier tour | Premier tour | Second tour | Second tour |
| Candidat et parti politique | Candidat et parti politique | Candidat et parti politique | Voix         | %            | Voix        | %           |
| --------------------------- | --------------------------- | --------------------------- | ------------ | ------------ | ----------- | ----------- |
|                             | Léon Eeckhoutte             | PS'                         | 885          | 50,03        |             |             |
|                             | André Méric                 | PS'                         | 853          | 48,22        | 876         | '           |
|                             | Jean Peyrafitte             | PS'                         | 806          | 45,56        | '           | '           |
|                             | Gérard Roujas               | PS'                         | 788          | 44,54        | '           | '           |
|                             | Marcel Cavaillé             | UDF                         | 578          | 32,67        |             |             |
|                             | Eugène Bonnet               | DVD                         | 564          | 31,88        |             |             |
|                             | Antoine Osette              | RPR                         | 481          | 27,19        |             |             |
|                             | Jean Cugno                  | RPR                         | 463          | 26,17        |             |             |
|                             | Henri de Lassus             | MRG                         | 213          | 12,04        |             |             |
|                             | Jacques Agrain              | PCF                         | 188          | 10,63        |             |             |
|                             | Jean Cassan                 | MRG                         | 183          | 10,34        |             |             |
|                             | Pierre Campa                | PCF                         | 182          | 10,29        |             |             |
|                             | Max Condat                  | PCF                         | 181          | 10,23        |             |             |
|                             | Jacques Puig                | MRG                         | 149          | 8,42         |             |             |
|                             | Yves Péchaud                | MRG                         | 133          | 7,52         |             |             |
|                             |                             |                             |              |              |             |             |
| Inscrits                    | Inscrits                    | Inscrits                    | 1 780        | 100,00       | 1 780       | 100,00      |
| Abstentions                 | Abstentions                 | Abstentions                 | 6            | 0,34         |             |             |
| Votants                     | Votants                     | Votants                     | 1 774        | 99,66        |             |             |
| Blancs et nuls              | Blancs et nuls              | Blancs et nuls              | 5            | 0,28         |             |             |
| Exprimés                    | Exprimés                    | Exprimés                    | 1 769        | 99,72        |             |             |

## Sénateurs sortants
| Sénateur | Sénateur        | Parti | Fonctions lors de l'élection en 1980                             |
| -------- | --------------- | ----- | ---------------------------------------------------------------- |
|          | Eugène Boyer    | PS    | Conseiller général, maire de Caraman                             |
|          | Léon Eeckhoutte | PS    | Sénateur sortant, conseiller général, maire de Villemur-sur-Tarn |
|          | Jean Peyrafitte | PS    | Conseiller général, maire de Bagnères-de-Luchon                  |
|          | Gérard Roujas   | PS    | Conseiller général                                               |

## Candidats
En Haute-Garonne, les sénateurs sont élus au scrutin majoritaire à deux tours. 
| Candidats | Candidats            | Parti    | Principale fonction                                               |
| --------- | -------------------- | -------- | ----------------------------------------------------------------- |
|           | Maurice Cortijos     | PCF      |                                                                   |
|           | Michel Veyssière     | PCF      | Conseiller régional                                               |
|           | Marie Bire           | PCF      |                                                                   |
|           | Christian Sempe      | PCF      |                                                                   |
|           | Jean Peyrafitte      | PS       | Sénateur sortant, conseiller général, maire de Bagnères-de-Luchon |
|           | Gérard Roujas        | PS       | Sénateur sortant, conseiller général                              |
|           | Claude Cornac        | PS       | Conseiller général, adjoint au maire d'Aucamville                 |
|           | Maryse Bergé-Lavigne | PS       | Conseiller régional                                               |
|           | Eugène Boyer         | PS diss. | Conseiller général, maire de Caraman                              |
|           | Christian Dancale    | DVG      |                                                                   |
|           | Marcel Cavaillé      | UDF      | Adjoint au maire de Toulouse                                      |
|           | Claude Roudière      | UDF      |                                                                   |
|           | Pierre Montastruc    | UDF      | Conseiller général, maire de Boulogne-sur-Gesse                   |
|           | Eugène Bonnet        | UDF      | Conseiller général, maire de Balma                                |
|           | Louis Chantriaux     | FN       |                                                                   |
|           | Charles Lherminez    | FN       |                                                                   |
|           | Philippe Ricalens    | FN       |                                                                   |
|           | Bernard Vincent      | FN       |                                                                   |

## Résultats
Les nouveaux représentants sont élus pour une législature de 9 ans au suffrage universel indirect par les 2 132 grands électeurs du département.
| Candidat et parti politique | Candidat et parti politique | Candidat et parti politique | Premier tour | Premier tour | Second tour | Second tour |
| Candidat et parti politique | Candidat et parti politique | Candidat et parti politique | Voix         | %            | Voix        | %           |
| --------------------------- | --------------------------- | --------------------------- | ------------ | ------------ | ----------- | ----------- |
|                             | Jean Peyrafitte             | PS                          | 1 175        | 65,08        |             |             |
|                             | Gérard Roujas               | PS                          | 1 172        | 63,40        |             |             |
|                             | Claude Cornac               | PS                          | 1 146        | 54,42        |             |             |
|                             | Maryse Bergé-Lavigne        | PS                          | 987          | 46,87        | 1 177       | 58,56       |
|                             | Marcel Cavaillé             | UDF                         | 710          | 33,71        | 831         | 41,34       |
|                             | Claude Roudière             | UDF                         | 671          | 41,34        | Retrait     | Retrait     |
|                             | Pierre Montastruc           | UDF                         | 660          | 41,34        | Retrait     | Retrait     |
|                             | Eugène Bonnet               | UDF                         | 641          | 41,34        | Retrait     | Retrait     |
|                             | Eugène Boyer                | PS diss.                    | 403          | 10,06        | 2           | 0,10        |
|                             | Maurice Cortijos            | PCF                         | 100          | 4,75         | Retrait     | Retrait     |
|                             | Michel Veyssière            | PCF                         | 98           | 4,65         | Retrait     | Retrait     |
|                             | Marie Bire                  | PCF                         | 98           | 4,65         | Retrait     | Retrait     |
|                             | Christian Sempe             | PCF                         | 96           | 4,56         | Retrait     | Retrait     |
|                             | Louis Chantriaux            | FN                          | 29           | 1,38         | Retrait     | Retrait     |
|                             | Charles Lherminez           | FN                          | 25           | 1,19         | Retrait     | Retrait     |
|                             | Philippe Ricalens           | FN                          | 25           | 1,19         | Retrait     | Retrait     |
|                             | Bernard Vincent             | FN                          | 22           | 1,04         | Retrait     | Retrait     |
|                             | Christian Dancale           | DVG                         | 9            | 0,43         | Retrait     | Retrait     |
|                             |                             |                             |              |              |             |             |
| Inscrits                    | Inscrits                    | Inscrits                    | 2 132        | 100,00       | 2 132       | 100,00      |
| Abstentions                 | Abstentions                 | Abstentions                 | 12           | 0,56         | 18          | 0,84        |
| Votants                     | Votants                     | Votants                     | 2 120        | 99,44        | 2 114       | 99,16       |
| Blancs et nuls              | Blancs et nuls              | Blancs et nuls              | 14           | 0,66         | 104         | 4,92        |
| Exprimés                    | Exprimés                    | Exprimés                    | 2 106        | 99,34        | 2 010       | 95,08       |